# Euphrasia pubescens
Euphrasia pubescens är en snyltrotsväxtart som beskrevs av George Bentham. Euphrasia pubescens ingår i släktet ögontröster, och familjen snyltrotsväxter. Inga underarter finns listade i Catalogue of Life.